# Shkodër (huyện)
Shkodër là một quận thuộc hạt Shkodër, Albania. Quận này có diện tích 1631 km² và dân số năm 2002 là 185794 người, mật độ 114 người/km².